# Panda en de modemeester
Panda en de modemeester is een tekststripverhaal uit de Panda-reeks door Marten Toonder en de Toonder Studio's. Na publicatie in kranten in 1955 verscheen het in 1972 ook als boekje van uitgever Wolters-Noordhof

## Verhaal
Op een dag wordt Panda bij thuiskomst overvallen. Door kleermakers welteverstaan. Bediende Jollipop heeft dat geregeld, maar Panda wil dat niet en vlucht het huis uit. Hij wordt piccolo in een hotel. Hij ziet daar hoe de grote modekoning Diorus XIV aankomt. Als hij later bij deze gast in de kamer komt, blijkt dat het om Joris Goedbloed gaat, die weer een valse naam gebruikt. Hij weet Panda gedwongen in dienst te nemen. Joris wil zoals gewoonlijk Panda "onderwijzen", maar Panda wil er niets van weten. Onbedoeld zijn de opmerkingen van Panda juist inspiratie voor Joris.
Hij haast zich naar de televisiestudio en pleit er in de uitzending voor dat ook mannen moeten afvallen en de mode moeten volgen. Hij is zo geliefd bij de dames dat spoedig de modewet wordt aanvaard, en Joris wordt minister van mode. Hoewel hij bekendstaat als ontduiker van de wet, is hij opeens zéér streng met deze modewet. Panda vindt dat wel opvallend. Hij vermoedt wel iets; maar Joris gaat zeer geleidelijk op zijn doel af.
In eerste instantie worden "dikkerds" gedwongen af te vallen, zodat ze in de verplichte kleding passen, maar ze vragen aan de minister of er toch geen ontheffing mogelijk is. En dan komt de aap uit de mouw: tegen forse betaling kan dat inderdaad. En dat vermoedde Panda al. Maar wanneer hij Joris tracht te stoppen, belet Joris dat. Uiteindelijk weet Panda te ontkomen en gaat hij naar huis.
Ondertussen stroomt bij Joris het geld binnen van de ontheffingen, en van de verplichte hoedenbelasting die hij ingevoerd heeft. Panda gaat tot actie over. Minister Joris zal weer op televisie komen, en Panda sluipt de studio in. Hij schakelt een camera in. Joris tekent zijn nieuwste idiote ontwerpen en lacht zich een breuk om die domme dames die alles willen dragen wat hij ontwerpt. Hij weet niet dat de camera draait en die dames dat allemaal zien. Nu weten ze beter; ze zijn woedend. Wanneer de meute bij de studio arriveert, denkt Joris dat ze hem komen huldigen, maar dat pakt anders uit. Ze trekken hem het raam uit en gooien hem in een fontein. Joris begint te begrijpen dat ze "een beetje kwaad" zijn en vlucht de stad uit. Zo weet hij toch weer goed weg te komen, en daar is Panda toch wel blij om.